# Aleksandrovac
Aleksandrovac (serbo: Александровац) è una città e una municipalità del distretto di Rasina nella parte centro-meridionale della Serbia centrale. Nel 2002 la popolazione totale in città era di 6.476 abitanti mentre in tutto il comune era di 29.389.

## Eventi
L'evento più conosciuto di Aleksandrovac è la "Župska berba" che si tiene generalmente tra l'ultima settimana di settembre e la prima di ottobre. Lo scopo della manifestazione, che si svolge dal 1963, è la celebrazione della Vendemmia. Durante quel fine settimana di festa dalla fontana situata nel centro città scorre il vino.
Ogni anno sempre più turisti visitano la "Zupska berba" per la degustazione del buon vino prodotto dalle diverse aziende vinicole situate sul territorio comunale.

## Sport
In città sono presenti molte squadre tra cui quella di basket, pallavolo, pallamano e la squadra di calcio "FK Župa Aleksandrovac".

## Villaggi della municipalità
- Kožetin - 907 abitanti (censimento 2002)